# Ellmauer Halt

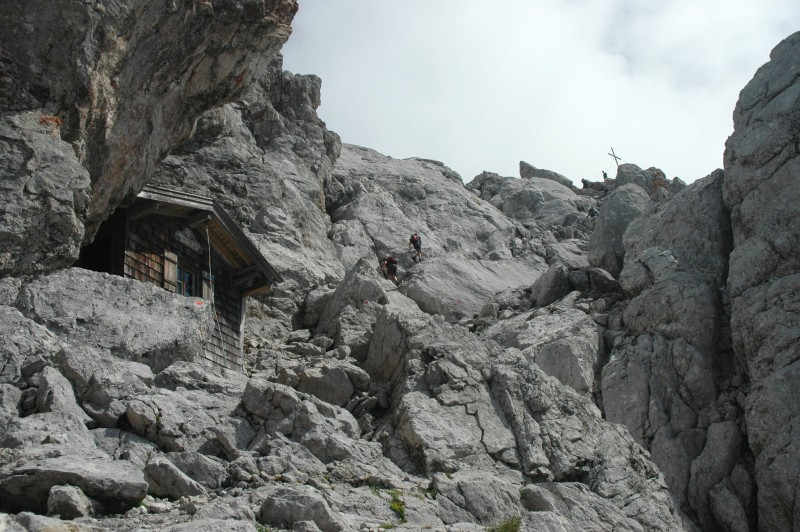
Babenstuberhütte a Ellmauer Halt

Ellmauer Halt je nejvyšší vrchol vápencového pohoří Kaisergebirge. Pohoří Kaisergebirge leží v rakouské spolkové zemi Tyrolsko patří do skupiny Severních vápencových Alp. Vrchol je vysoký 2344 m n. m. a leží v části tohoto pohoří nazvané Wilder Kaiser.
Kousek pod vrcholem se nachází malá chatka Babenstuberhütte, která sice slouží jako nouzový přístřešek, ale není vybavena ochranou proti blesku. V této chatce se nachází i vrcholová kniha Ellmauer Halt.

## Historie
První úspěšný výstup na vrchol podnikli 29. června 1869 K. Hofmann a J. Schlechter. V roce 1883 byl na vrcholu vztyčen první vrcholový kříž.

## Výstup
Vrchol je turistům přístupný dvěma cestami, ale ani jedna z nich není běžným chodeckým terénem, nýbrž zajištěnými cestami:
- Jako normální výstupová trasa se uvádí výstup z jižní strany z obce Ellmau. Jako základna pro tento výstup se bere chata Gruttenhütte (1619 m n. m.). Tato středně těžká zajištěná cesta se nazývá Gamsängersteig a podle stupnice hodnocení zajištěných cest se uvádí její obtížnost stupněm B/C. Cesta vede od chaty Gruttenhütte do kotle Hochgrubachkar, ze kterého přechází do jižní stěny Ellmauer Halt. Tady se pokračuje po úzkých stoupajících římsách až k prvním zajištěným úsekům. Takovou malou lahůdkou této zajištěné cesty jsou Jägerwandtreppe, 74 železných stupů zaražených do stěny Jägerwand. Nad nimi se nachází sedýlko Rote Rinne Scharte. Kousek nad sedýlkem se cesta rozdvojuje, na jedné se nachází nejtěžší místo cesty - strmá skalní stěna a druhá cesta vede přes skalní štěrbinu s krátkým zajištěným žebříkem. Odtud je to už jen kousek na vrchol. Cesta z chaty Gruttenhütte na vrchol trvá cca 2:30 hodiny. Sestup zpátky na chatu cca 2 hodiny.
- Druhá výstupová trasa na vrchol Ellmauer Hlat vede od severozápadu z Kufsteinu. Je to také středně těžká zajištěná cesta Kaiserschützensteig. Je hodnocena podobně jako zajištěná cesta Gamsängersteig obtížností B/C, ale je delší a obsahuje více nezajištěných pasáží. Jako výchozí bod se bere chata Hans Berger Haus (936 m n. m.). Zajištěná cesta vede přes kotel Scharlinger Boden a zahrnuje v sobě výstup na tři vrcholy: Kleine Halt (2115 m n. m.), Gamshalt (2292 m n. m.) a nejvyšší Ellmauer Halt. Sestup z Ellmauer Halt vede buď zpátky po této zajištěné cestě nebo po cestě Gamsängersteig.
- Přes východní hřeben Ellmauer Halt nazvaný Kopftörlgrat vede na vrchol oblíbená horolezecká cesta (UIAA III-IV).
- Na obou zajištěných cestách hrozí velké nebezpečí pádu kamenů, proto rozhodně nezapomenout přílbu. Fyzická kondice, jistá chůze a odolnost závratím je samozřejmostí.

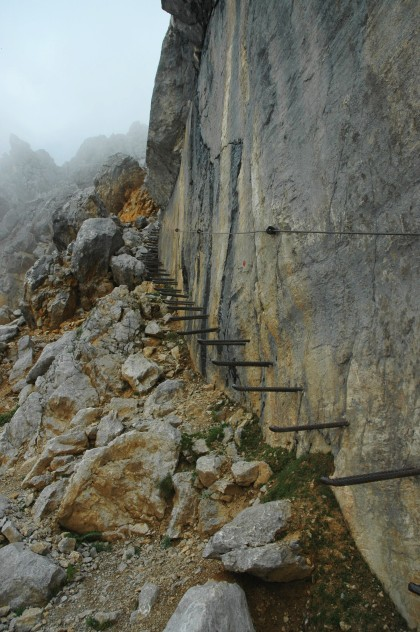
Jägerwandtreppe

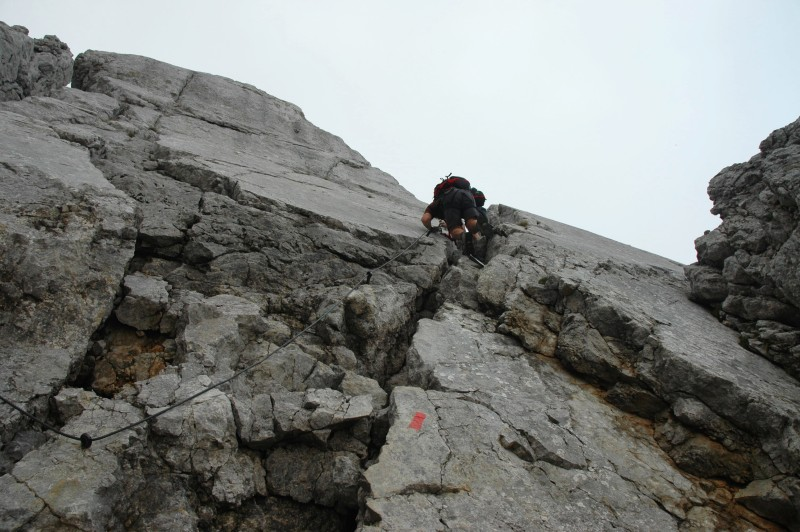
Klíčové místo Gamsängersteigu

## Mapy
- Freytag a Berndt WK 301 (Kufstein - Kaisergebirge - Kitzbühel) - 1:50000
- Kompass WK 9 (Kaisergebirge) - 1:50000

## Externí odkazy

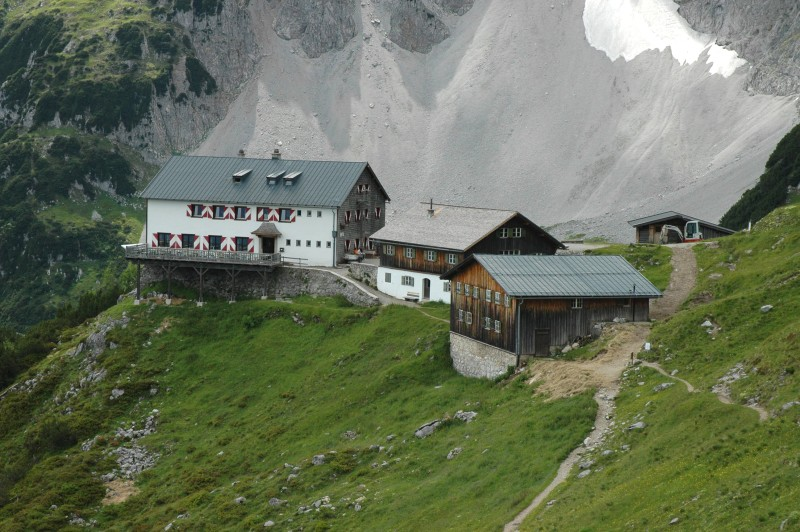
Gruttenhütte